# 奥列格·米哈伊洛维奇·德米特里耶夫
奥列格·米哈伊洛维奇·德米特里耶夫（俄語：Олег Михайлович Дмитриев；拉丁字母转写：Oleg Mikhaylovich Dmitriyev，1937年7月1日—1993年12月9日）是俄罗斯（前苏联）诗人、翻译家，亦是苏联作家协会一员。他出生于鄂木斯克，毕业于莫斯科国立大学新闻系。1962年，其首部著作出版。